# Rollin’ Stone
| Оценки критиков | Оценки критиков |
| Источник        | Оценка          |
| --------------- | --------------- |
| AllMusic        | Без рейтинга    |

«Rollin’ Stone» — песня Мадди Уотерса 1948 года.
В 2000 году сингл Мадди Уотерса с песней «Rollin’ Stone» (вышедший в 1950 году на лейбле Chess Records) был принят в Зал славы премии «Грэмми». В 2019 году эта запись отнесена  Blues Foundation к классике записей блюза и введена в Зал славы блюза 
В 2004 году журнал Rolling Stone поместил песню «Rollin’ Stone» в исполнении Мадди Уотерса на 459 место своего списка «500 величайших песен всех времён». В списке 2011 года песня находится на 465 месте. 
Кроме того, песня «Rollin’ Stone» в исполнении Мадди Уотерса вместе с ещё тремя его песнями, — «Got My Mojo Working», «Hoochie Coochie Man» и «Mannish Boy», — входит в составленный Залом славы рок-н-ролла список 500 Songs That Shaped Rock and Roll.
По этой песне была названа группа Rolling Stones.